# Edmondioidea
Edmondioidea zijn een uitgestorven superfamilie  van tweekleppigen uit de orde Adapedonta.

## Taxonomie
De volgende familie is bij de superfamilie ingedeeld:
- (†) Edmondiidae W. King, 1850
- (†) Pachydomidae P. Fischer, 1887